# Франклін (округ, Айова)
Шаблон:StateAbbr_ 42°43′51″ пн. ш. 93°16′03″ зх. д. / 42.730833333333° пн. ш. 93.2675° зх. д.
Округ  Франклін (англ. Franklin County) — округ (графство) у штаті  Айова, США. Ідентифікатор округу 19069.

## Історія
Округ утворений 1851 року.

## Демографія
За даними перепису 
2000 року 
загальне населення округу становило 10704 осіб, зокрема міського населення було 3760, а сільського — 6944.
Серед мешканців округу чоловіків було 5254, а жінок — 5450. В окрузі було 4356 домогосподарств, 2985 родин, які мешкали в 4763 будинках.
Середній розмір родини становив 2,93.
Віковий розподіл населення поданий у таблиці:
| Стать    | До 15 років | 15-21 | 22-29 | 30-39 | 40-49 | 50-65 | 65-85 | Понад 85 |
| -------- | ----------- | ----- | ----- | ----- | ----- | ----- | ----- | -------- |
| Чоловіки | 1058        | 535   | 444   | 637   | 827   | 878   | 788   | 87       |
| Жінки    | 989         | 501   | 364   | 616   | 765   | 894   | 1093  | 228      |

## Суміжні округи
- Серро-Гордо — північ
- Батлер — схід
- Гардін — південь
- Райт — захід
- Гранді — південний захід

## Виноски
1. ↑  U.S. Decennial Census. United States Census Bureau. Архів оригіналу за 26 квітня 2015. Процитовано 17 липня 2014.
2. ↑  Historical Census Browser. University of Virginia Library. Архів оригіналу за 11 серпня 2012. Процитовано 17 липня 2014.
3. ↑  Population of Counties by Decennial Census: 1900 to 1990. United States Census Bureau. Процитовано 17 липня 2014.
4. ↑  Census 2000 PHC-T-4. Ranking Tables for Counties: 1990 and 2000 (PDF). United States Census Bureau. Процитовано 17 липня 2014.
5. ↑  State & County QuickFacts. United States Census Bureau. Архів оригіналу за 7 червня 2011. Процитовано 17 липня 2014. [Архівовано 2011-06-07 у Wayback Machine.](англ.) Наведено за англійською вікіпедією.
6. ↑  American FactFinder. Бюро перепису населення США. Архів оригіналу за 26 лютого 2012. Процитовано 31 січня 2008. [Архівовано 2008-05-21 у Wayback Machine.]

| США | Це незавершена стаття з географії США. Ви можете допомогти проєкту, виправивши або дописавши її. |